# La Puebla de Montalbán
Pour les articles homonymes, voir Montalbán (homonymie).
La Puebla de Montalbán est une commune d'Espagne de la province de Tolède dans la communauté autonome de Castille-La Manche.

## Administration
| Période | Période  | Identité                    | Étiquette | Qualité         |
| ------- | -------- | --------------------------- | --------- | --------------- |
| 2023    | En cours | Soledad de Frutos del Valle |           | Parti populaire |